# 安德鲁·施特罗明格
安德鲁·埃本·施特罗明格（英語：Andrew Eben Strominger，/ˈstrɑːmɪndʒər/，1955年7月30日—），美国理论物理学家，哈佛大学自然基本规律中心（Center for the Fundamental Laws of Nature）主任。他对量子引力和弦理论作出了重大贡献，包括卡拉比-丘紧致化，弦论中的拓扑变化，黑洞熵的弦起源。他是研究协会的高级研究员，也是Gwill E. York物理学教授。
施特罗明格教授曾在哈佛大学东亚研究系学习，精通中文。1975年应中国政府邀请，与其他19位美国学生一起来中国访问，曾在香港一家华文报社工作一段时间。此后，他潜心钻研物理，1982年获得麻省理工学院博士学位，后在普林斯顿高等研究所做博士后。1986年加入加州圣巴巴拉分校，1997年成为哈佛大学物理系教授。施特罗明格在量子引力、弦理论以及量子场论等研究领域作出了重要的贡献。他与Vafa教授合作，给出了黑洞热力学定律的量子统计引导，用弦理论从微观角度解释了Bekenstein-Hawking黑洞熵公式，提出并系统研究了弦理论中重要的dS/CFT对应，提出了S-膜的概念。此外，他还与其他理论物理学家一起，首次开展了将弦理论与粒子物理标准模型联系的尝试性研究。